# 小林まさる (料理研究家)
小林 まさる（こばやし まさる、1933年4月22日 - ）は、日本の料理研究家。78歳から料理研究家に転身したことで話題となる。

## 経歴
1933年（昭和8年）、樺太に産まれる。鉱山の技術者を父に持ち、7人兄弟の長男であった。一家は川上村（現ロシア連邦サハリン州シネゴルスク市）に引っ越し、小林はそこで育つ。第二次世界大戦終戦後は北海道美唄で暮らす。高校を卒業後は、父と同じく炭鉱で働くようになった。
20歳から酒飲み暮らしが始まり、焼酎を中心にかなりの量を飲む生活が続いたが、40代半ばで肝臓を壊してしまう。医者の進言通りに禁酒、服薬、動物性たんぱく質の適度な摂取など食生活に気を付けた生活を10年送り、すっかり回復した50代半ばには酒豪生活に戻り、60代後半まで1日7合を飲み続ける。
妻は結婚当初から病弱で入退院を繰り返していた。そのため2人の子供の食事と弁当を調理するようになった。
しかしながら、本格的な料理研究家への転記は定年退職後に息子夫婦と同居を始めたことにある。息子の嫁である小林まさみが料理研究家として活動を始めて多忙になると、調理アシスタントを申し出て、テレビや雑誌などの仕事に同行するようになった。明るいキャラクターと技量の確かさで人気となる。
ある時、出版社から「小林の料理を載せたい」という話が来て、『まさるのつまみ』を2011年に主婦の友社から上梓する。掲載されたメニューは酒の肴であり、簡単に作れるものばかりである。材料も冷蔵庫にあるような残り物、乾物、缶詰を賢く使い回し、野菜や魚介類が中心であった。肴だけではなく、常備菜や副菜になるメニューも多かった。またシンプルな料理ではあるが、器選びと盛り付けにはセンスを感じさせるものがあった。こういった、内容が手軽で、見た目もよく、健康志向といった時代のニーズと合致して、ベテランの主婦、若い母親をはじめ、男女を問わず料理初心者にも好評となった。
コロナ禍だった2021年8月当時、仕事が減って何か出来る事は無いかと思い立ったのをキッカケにYouTubeチャンネル『小林まさる88チャンネル』を開設・投稿した。他にもInstagramや公式サイト・オンラインショップ等をまさみと共同で開設している。

## 著作
- 『まさるのつまみ』 2011年、主婦の友社、ISBN 978-4072808153
- 『小林まさるのカンタン!ごはん』 2014年、KADOKAWA/中経出版、ISBN 978-4046005595
- 『人生は、棚からぼたもち!: 86歳・料理研究家の老後を楽しく味わう30のコツ』 2019年、東洋経済新報社、ISBN 978-4492046517

共著
- 『まさみ、まさるのエコうま!乾物レシピ』 小林まさみ、2011年、角川マガジンズ（レタスクラブ）、 ISBN 978-4047311152
- 『小林まさみとまさるのさわやかシニアごはん』小林まさみ、2015年、文化出版局、ISBN 978-4579212309
- 『切って入れるだけ、毎日ヘルシー! ホットクックのからだが喜ぶレシピ』 小林まさみ、2020年、世界文化社、ISBN 978-4418203178